# Mathura (dystrykt)
Mathura (dystrykt) (Hindi: मथुरा ज़िला, Urdu: متھرا ضلع) – dystrykt w Uttar Pradesh w północnych Indiach. Stolicą jest miasto Mathura. Znajduje się w Dywizji Agra.